# Fjoer en Fidúsje
Fjoer en Fidúsje is een compositie voor fanfare van de Nederlandse componist Carl Wittrock. Het werk werd gecomponeerd in opdracht van de Christelijke Muziekvereniging De Bazuin uit Augustinusga ter gelegenheid van het 100-jarige jubileum. Op het 16e Wereld Muziek Concours (WMC) te Kerkrade in 2009 was het een verplicht werk voor fanfareorkesten in de 3e divisie.
Het werk werd op cd opgenomen door de Koninklijke Muziekvereniging De Leiezonen Desselgem